# 蒙泰焦
蒙泰焦（Monteggio）是瑞士的城鎮，位於該國南部，由提契諾州負責管轄，面積37.04平方公里，海拔高度196米，每年降雨量1,687毫米，2011年人口4,318，人口密度每平方公里117人。

## 外部連結
- Official website （意大利文）